# Märtha Börjeson
Märtha Kristina Börjeson, född Lindeborg 24 oktober 1902 i Hedvig Eleonora församling i Stockholm, 20 januari 1979 i Storkyrkoförsamlingen i Stockholm, var en svensk målare.
Börjeson var dotter till lantbrukaren Otto Leonard Lindeborg och Emma Kristina Olsson samt från 1934 gift med skulptören Börje Börjeson. Hon studerade vid Musikaliska akademien 1918–1922 och i mitten av 1930 lämnade hon sin musikaliska karriär för konsten. Separat ställde hon ut några gånger i sin Stureby-ateljé och tillsammans med Ulla Berthels ställde hon ut på De ungas salong i Stockholm 1950. Utställningen recenserades av Martin Strömberg i Stockholms-Tidningen där han berömde henne för att hon fick sin konst att framstå med en musikalisk ingivelse som förde tankarna till Chopin etyder. Hennes konst består till stor del av landskapsskildringar från fjällvärlden.